# Битва при Амаранти
Битва при Амаранти (известная также как Битва на мосту Амаранти или Оборона моста Амаранти) была одним из самых ярких эпизодов второго французского вторжения в Португалию, произошедшего во время Пиренейской войны. С 18 апреля по 2 мая 1809 года португальская армия, сформированная из частей регулярной армии (распущенной по приказу Жюно во время первого французского вторжения), полков ополчения и добровольцев, страдающая от отсутствия оружия и снаряжения, а также опытных офицеров, под командованием генерала Сильвейры парализовала значительную часть сил Сульта вдоль реки Тамеги. Их действия помогли изолировать силы французов и не давать им связываться с войсками Наполеона в Испании. Кроме того, это дало время для организации англо-португальской армии, которая изгнала французов из Португалии.

## Предыстория
Второе французское вторжение было начато 2-м армейским корпусом под командованием маршала Сульта. 29 марта 1809 года состоялась битва при Порту, после которой французские войска заняли этот город. Сульт собирался продолжить свой путь в Лиссабон, но перед этим он должен был установить надёжную связь со 2-й дивизией генерала Лаписса, которая находилась в Саламанке. Дивизия Лаписса принадлежала 1-му корпусу маршала Виктора, который находился в Мериде. Лаписс должен послать колонну войск через долину Тахо в направлении Лиссабона, пока Сульт шёл к португальской столице. Это заставило бы обороняющихся разделить свои силы, что способствовало бы атаке с севера.
Успех действий 1-го корпуса Виктора и 2-го корпуса Сульта зависел от надёжного контакта между ними, который позволил бы координировать их совместное продвижение. Этот контакт планировалось установить через дивизию Лаписса, которая базировалась в Саламанке. Лаписс получил приказ захватить Сьюдад-Родриго и Алмейду и наступать через Абрантиш. Однако против него выступил сэр Роберт Вильсон, возглавлявший отряд численностью около 1,5 тыс. человек, в основном из Лояльного Лузитанского легиона. Из-за этого Лаписс не смог занять Алмейду, и контакт со 2-м корпусом затруднился.
Когда Сульт вошел в Португалию и занял Шавиш, генерал Сильвейра отступил к Вила-Реалу; однако как только Сульт начал движение в Брагу, Сильвейра вновь занял Шавиш, а затем приготовился сражаться за Порту. После битвы при Порту 28 марта он отступил к Амаранти. Сильвейра занял левый берег реки Тамеги и перекрыл мосты и переправы, чтобы предотвратить наступление французов на Траз-уш-Монтиш. С одной стороны, Сульту стало ещё сложнее держать связь с французскими войсками в районе Леона и Кастилии, а с другой стороны, Сильвейра угрожал 2-му корпусу с фланга. Перед наступлением на Лиссабон Сульт должен был решить эту проблему.

## Силы сторон
Португальские войска под командованием генерала Сильвейры были весьма разнородными. В его отряде из девяти-десяти тысяч человек были части пехотных, кавалерийских и артиллерийских полков, касадоры, части Лояльного Лузитанского легиона, ополченцев, просто вооружённые жители, решившие присоединиться к этому корпусу, и даже три роты церковнослужителей. Многие из ополченцев и добровольцев либо вообще не были вооружены, либо вооружены весьма древним оружием. Таким образом, многие части португальской армии были неспособны противостоять французским войскам. Во время обороны моста в Амаранти присутствовали следующие подразделения, в дополнение к ополченцам и добровольцам, причем все они имели лишь часть, иногда очень небольшую, своего личного состава:
- Пехотные полки 12, 18 и 24;
- Кавалерийские полки 6, 9 и 12;
- Артиллерийские полки 1 и 4;
- Лояльный Лузитанский Легион (60 человек)
- Полки ополчения из Басто, Браги, Канавезиша, Шавиша, Гестасо, Гимарайнша, Ламегу, Миранды и Вила-Реала.

Французы сначала атаковали одной кавалерийской бригадой, но по мере возникновения трудностей бросали в бой всё новые войска. Всего у Тамеги находилось около 9 тыс. человек, 1,5 тыс. из которых были кавалеристами. Эти было почти 43 % войска, имевшегося в наличии у Сульта. Французские подразделения указаны в том порядке, в котором они вступали в бой:
- 1-я бригада драгунов дивизии Ля Уссе под командованием генерала Коленкура;
- 1-я пехотная бригада дивизии Делаборда под командованием генерала Фуа;
- 2-я пехотная бригада дивизии Делаборда под командованием генерала Арно;
- 2-я бригада драгунов дивизии Ля Уссе под командованием генерала Мари;
- 2-я пехотная бригада Мерля под командованием генерала Саррю.

По мере развития событий командование переходило от одного офицера другому. Поначалу командовал генерал Коленкуру, пока не появилась бригада Фуа. После этого командование было поручено генералу Луи Анри Луазону. С появлением бригады Арно командование вновь перешло к Делаборду до конца боя.

## Битва
Сульту нужно было установить связь с Лаписсом. Для этого он приказал бригаде драгунов Коленкура идти к Амаранти, чтобы удерживать мостами через реку Тамега. Те покинули Порту 30 марта, провели ночь в Валонгу и 31-го вошли в Пенафиел. 1 апреля они отправились в Марку-де-Канавезиш, где атаковали мост, который защищали около 2 тыс. ополченцев с тремя орудиями. После двухчасового боя французы были отброшены, потеряв 80 человек, и возвратились в Пенафиел.
Тем временем генерал Сильвейра понял, что французские войска в Порту после ухода из города нескольких отрядов (на юг от реки Дуэро, к северу, к Виго и к Амаранти) уже не представляют особой опасности, и решил разместить часть своих подразделений к западу от реки Тамега. С другой стороны, войска Коленкура в Пенафиеле постоянно страдали от португальских партизан, что заставило их командира запросить у Сульта подкрепление.
7 апреля к бригаде Коленкура присоединилась бригада Фуа с двумя артиллерийскими орудиями, и командующим этими силами был назначен генерал Луазон. 9 апреля Луазон направил два разведывательных отряда, один в направлении Канавезиша, который не смогла пересечь мост, как описано выше, а другой, численностью около 1,4 тыс. человек (800 пехотинцев и 600 кавалеристов) в направлении Амаранти. Войскам генерала Сильвейры, находившимся на западном берегу Тамеги, удалось отбить и этот отряд, пока он не дошёл до деревни. Этот успех побудил генерала Сильвейру принять решение перевести основную часть своих войск на западный берег Тамеги и начать наступление на Порту. 13 апреля он начал наступление на Пенафиел; Луазон был вынужден покинуть этот город и, как и Коленкур, запросил Сульта о подкреплении.
Сульт послал бригаду Арно при поддержке 10 артиллерийский орудий. Таким образом, вся дивизия Делаборда была в сборе, и тот принял командование. Сульт также выслал приказ Ля Уссе, который из Гимарайнша отправился в Амаранти со своей бригадой Мари и бригадой Саррю из дивизии Мерля.

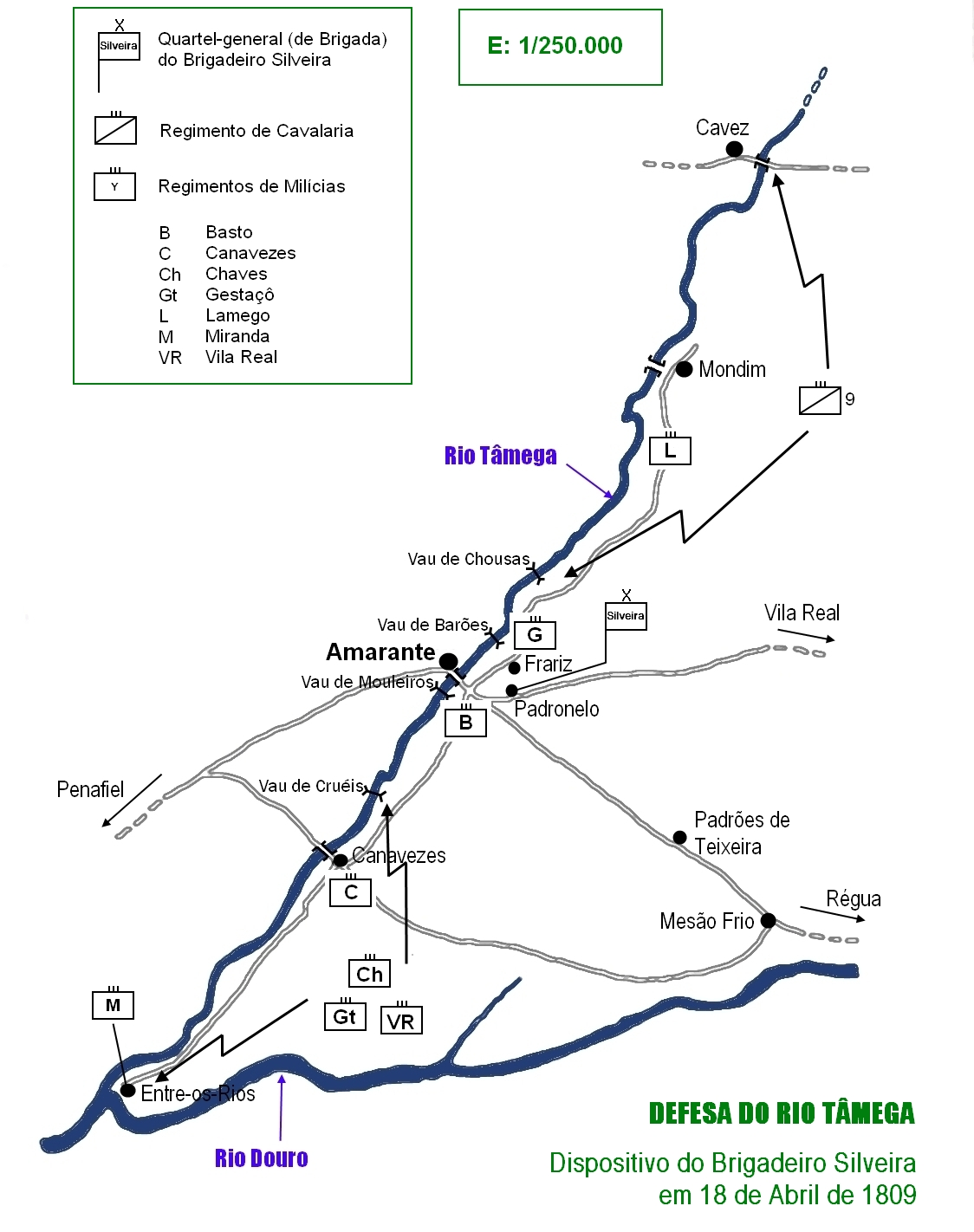
Схема обороны реки Тамега.

15 апреля Делаборд вошёл в Пенафиел, а 18-го начал атаку на португальские войска в деревне Вила-Меа. Те были вынуждены отступить к Тамеге. На западном берегу реки португальские войска удерживали только монастырь св. Гонсалу и вход в мост. В ходе этой операции подполковник Патрик, командующий 12-го полка, который защищал вывод оставшихся войск, был смертельно ранен.
Генерал Сильвейра разделил оборону линии Тамеги на три сектора, командование которыми он поручил капитан-майору де Басто (северный сектор), которого затем сменил полковник кавалерии Франсиско Гедес де Карвалью-и-Менезес; полковнику Антониу да Сильвейре, своему брату (центральный сектор); и капитан-майору де Туиас-и-Канавесес, Антонио де Серпа Пинто (южный сектор). Свою штаб-квартиру Сильвейра разместил в Падронелу (см. карту).
Сильвейра намеревался воспрепятствовать захвату французами мостов и бродов, которые позволили бы их войскам перейти на восточный берег Тамеги, в частности мост Сан-Гонсалу в Амаранти, служивший главной дорогой в регионе. Французы предприняли несколько попыток пересечь Тамегу в разных местах, но всё безуспешно. 21 апреля им удалось оттеснить защитников монастыря Сан-Гонсалу. 23 апреля была предпринята неудачная попытка построить понтонный мост рядом с плотиной ниже по течению от Амаранти.

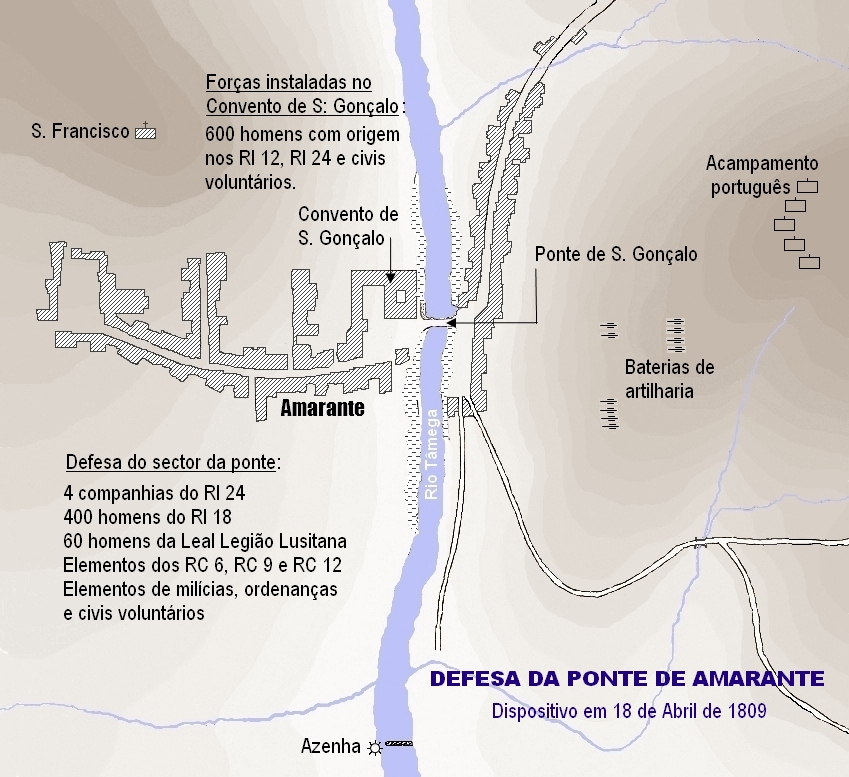
Карта обороны моста в Амаранти.

2 мая, около 04:00, им удалось взорвать четыре бочки пороха, что в значительной степени разрушило оборону моста. Этот план был тщательно подготовлен капитаном Бушаром. Его выполнение затруднялось тем, что португальцы установили на мосту устройство, которое позволило бы им взорвать заряд пороха, достаточный для уничтожения восточной арки моста. Застигнутые врасплох, португальские войска едва успели среагировать, потому что сразу после взрыва французы начали атаку, захватили мост, обезвредили взрывное устройство и быстро заняли всю деревню Амаранти. Португальские войска отошли к Вила-Реалу, Мезан-Фриу и реке Эже.
За 14 дней обороны моста в Амаранти войска генерала Сильвейры потеряли 211 человек убитыми и 114 ранеными. Среди погибших было 7 офицеров.
После захвата моста Сан-Гонсалу и отхода португальских войск из Амаранти и других позиций на берегу Тамеги Сульт приказал дивизии Делаборда вернуться в Порту, а Луазону с оставшимися силами (7 тыс. человек) захватить Вила-Реал и Пезу-да-Регуа, чтобы окончательно обезопасить линии связи с Испанией. Войска Луазона были остановлены ещё до того, как они достигли Регуа, и он, узнав, что генерал Сильвейра угрожает отрезать его от Амаранти, решил вернуться в эту деревню, чтобы продолжать охрану моста Сан-Гонсалу.
Во время этого отступления французские войска всячески преследовались населением; в ответ они грабили и уничтожали всё, что могли. Помимо этого, на них постоянно устраивали засады партизаны, и 12 мая, перед тем как войти в Амаранти, недалеко от Вила-Ча, они снова были втянуты в сражение с силами генерала Сильвейры. Бой был прерван наступлением ночи, и Луазон, опасаясь приближающейся англо-португальской армии, идущей на север, отступил через Амаранти и направился в Гимарайнш. Утром 13-го, убедившись, что французы оставили Амаранти, португальские войска снова заняли деревню.